# Garfield (Georgia)
Garfield è un comune degli Stati Uniti d'America, situato nello Stato della Georgia, nella Contea di Emanuel.